# Noeba (volkeren)

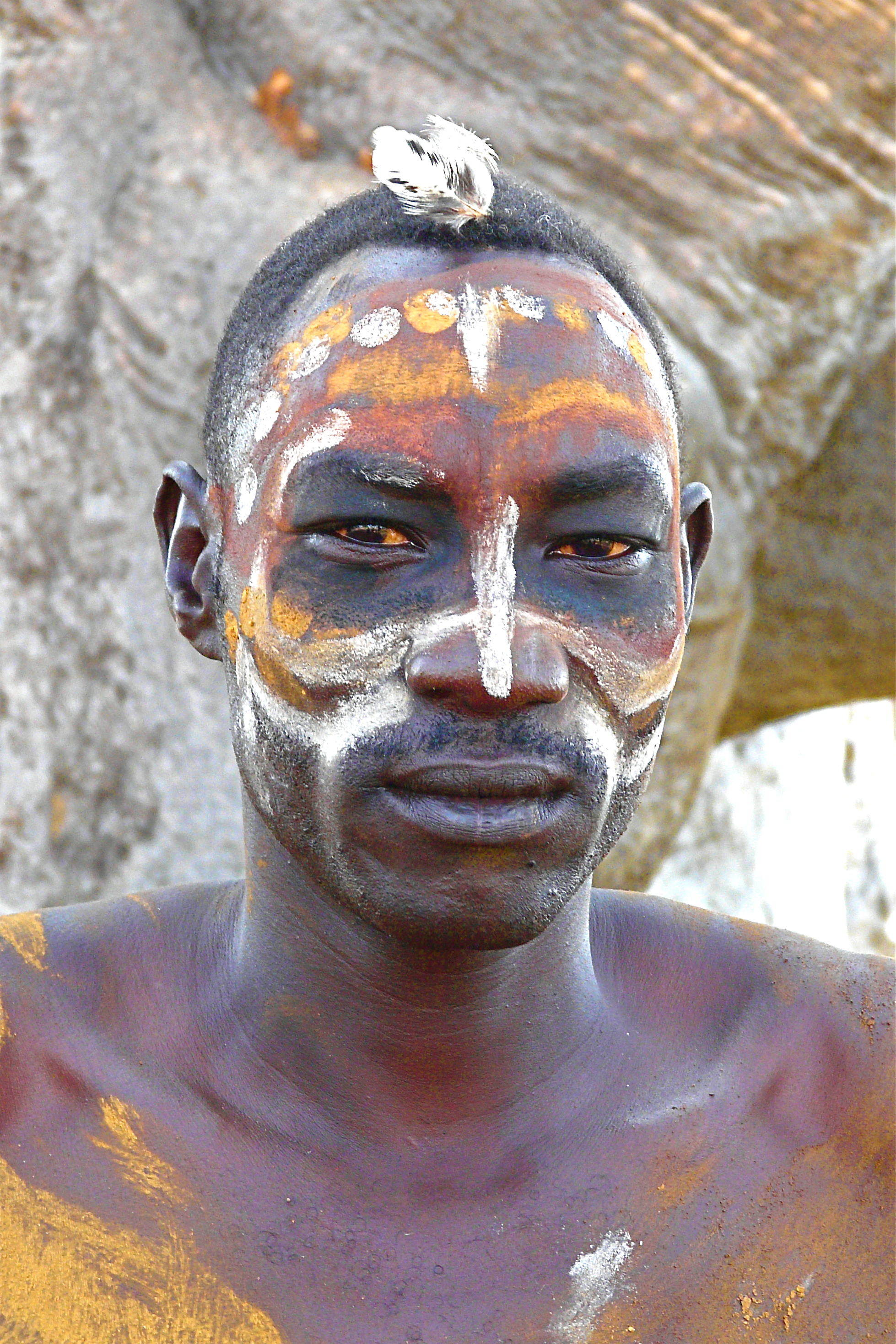
Noeba met lichaamsbeschildering

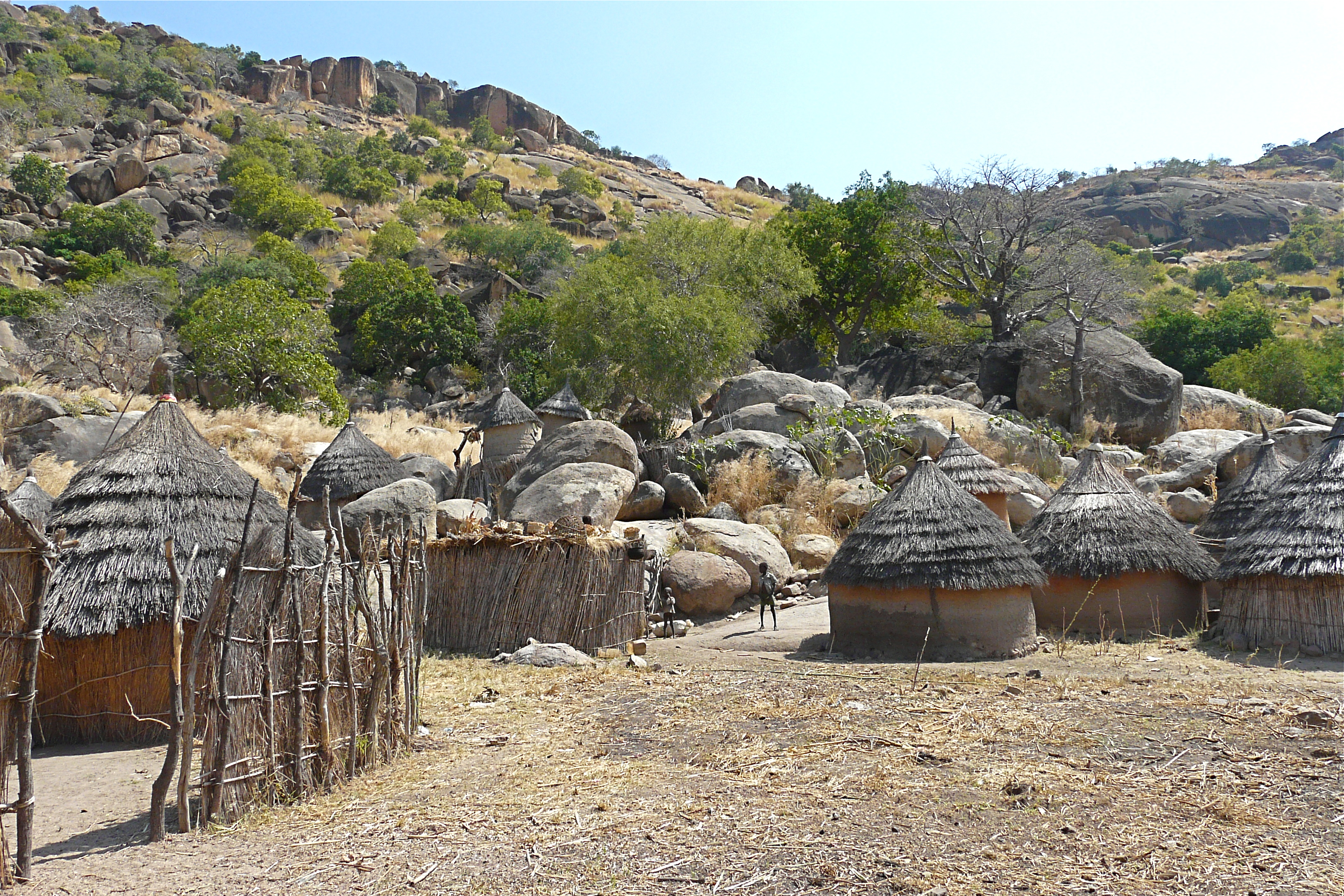
Noebadorp in de Noeba-Bergen

Noeba (ook Nuba, Nouba of Noba, Arabisch voor Nobatia) is de verzamelnaam voor verschillende etniciteiten in de Noeba-bergen in centraal Soedan. In Noord-Soedan is het met circa een miljoen de grootste niet-Arabische bevolkingsgroep.
De Noeba werden uitgebreid gefotografeerd door zowel de Brit George Rodger als de Duitse Leni Riefenstahl, wat de Senegalees en beeldhouwer Ousmane Sow op zijn beurt inspireerde door tussen 1984 en 1987 een serie levensgrote beelden van het volk te maken. Ook cineasten als de Belg Etienne Verhaegen en de Spanjaard Antonio Cores verfilmden dit volk.

## Talen
Naast Soedanees-Arabisch worden er in het Noeba-gebergte ongeveer 42 andere talen gesproken, verspreid over ten minste acht taalfamilies. 
Vier van deze families (Daju, Berg-Nubisch, Nyima en Temein) behoren tot de Nilo-Saharaanse talen.
Vier (Katla, Lafofa, Rashad en Talodi-Heiban) behoren tot de Niger-Congotalen.
Kadu werd voorheen geclassificeerd als Niger-Congo, tegenwoordig meest als Nilo-Saharaans, maar is mogelijk een isolaat.
Voorheen werden de vier Niger-Congo-taalgroepen samen met de Nilo-Sahara-Kadu-groep samen geclassificeerd als de Kordofaanse talen. Kordofaans wordt echter niet langer als een geldige taalfamilie beschouwd.
Bijna alle talen die in het Noeba-gebergte worden gesproken, zijn daar inheems en endemisch en komen nergens anders voor. De enige uitzonderingen zijn de Daju-talen, waarvan het West-Daju in Oost-Tsjaad voorkomt, en Soedanees-Arabisch, dat in de rest van Soedan wordt gesproken.